# J. Erik Jonsson
John Erik Jonsson (6 de setembro de 1901 - 31 de agosto de 1995) foi co-fundador e presidente da Texas Instruments Incorporated. Ele se tornou prefeito de Dallas, um grande defensor da criação do Aeroporto Internacional de Dallas/Fort Worth e um filantropo nos anos posteriores.